# Yūki Fukaya
Yūki Fukaya (japanisch 深谷 友基 Fukaya Yūki; * 1. August 1982 in der Präfektur Aichi) ist ein ehemaliger japanischer Fußballspieler.

## Karriere
Fukaya erlernte das Fußballspielen in der Universitätsmannschaft der Hannan-Universität. Seinen ersten Vertrag unterschrieb er 2005 bei Ōita Trinita. Der Verein spielte in der höchsten Liga des Landes, der J1 League. 2008 gewann er mit dem Verein den Kaiserpokal. Für den Verein absolvierte er 140 Erstligaspiele. 2010 wechselte er zum Ligakonkurrenten Omiya Ardija. Für den Verein absolvierte er 63 Erstligaspiele. 2013 kehrte er zu Ōita Trinita zurück. Für den Verein absolvierte er vier Erstligaspiele. 2014 wechselte er zum Zweitligisten FC Gifu. Für den Verein absolvierte er 13 Ligaspiele. 2016 wechselte er zum Ligakonkurrenten Ehime FC. Für den Verein absolvierte er 20 Ligaspiele. Ende 2017 beendete er seine Karriere als Fußballspieler.

## Erfolge
Oita Trinita
- J.League Cup

Sieger: 2008